# 图尔德福尔
图尔德福尔（法語：Tour-de-Faure，法語發音：[tuʁ də fɔʁ]）是法国洛特省的一个市镇，位于该省东南部，洛特河右岸，属于卡奥尔区。

## 地理
图尔德福尔（44°28'1"N, 1°41'37"E）面积8.77 平方千米，位于法国奧克西塔尼大區洛特省，该省份为法国西南部内陆省份，北起顺时针与科雷兹省、康塔爾省、阿韦龙省、塔恩-加龙省、洛特-加龍省和多尔多涅省接壤。
与图尔德福尔接壤的市镇（或旧市镇、城区）包括：布济耶斯、卡布勒雷、塞讷维耶尔、克雷戈勒、圣西尔克拉波皮、圣马丹拉布瓦勒、塞莱河畔索利亚克。

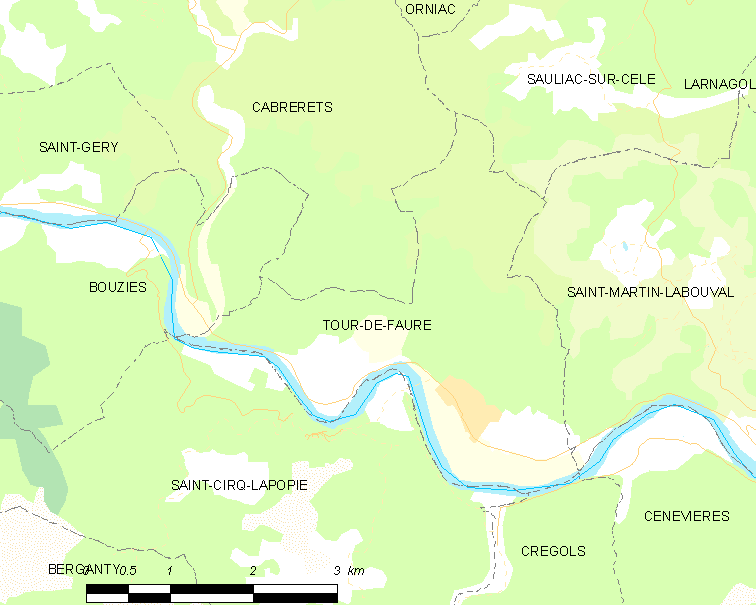
图尔德福尔的OSM定位图

图尔德福尔的时区为UTC+01:00、UTC+02:00（夏令时）。

## 行政
图尔德福尔的邮政编码为46330，INSEE市镇编码为46320。

## 政治
图尔德福尔所属的省级选区为科斯与谷地县。

## 人口

1962-2008年间图尔德福尔人口变化图示

图尔德福尔于2022年1月1日时的人口数量为320人。